# Роман Лоб
Рома́н Лоб (нім. Roman Lob; нар. 2 липня 1990 року, Дюссельдорф, ФРН) — німецький співак, представник Німеччини на пісенному конкурсі Євробачення 2012 в Баку.

## Біографія
Музична кар'єра виконавця почалася 2006 року. Тоді він робив спробу участі у конкурсі «Deutschland sucht den Superstar», проте через проблеми з голосовими зв'язками був змушений покинути шоу. Незабаром після цього він продовжив виступати, ставши учасником альтернативного рок-гурту «Rooftop Kingdom».
16 лютого 2012 року Роман став переможцем національного відбіркового етапу Євробачення, що дозволило йому представляти свою країну на цьому конкурсі. Композиція «Standing Still» була виконана в фіналі 26 травня. Набравши 110 балів зайняв 8-ме місце.